# Christlicher Zionismus
Als Christlichen Zionismus beschreibt man die vor allem im evangelikalen Christentum verbreitete Ansicht, dass Christen den Staat Israel aus theologischen Gründen unterstützen müssen.

## Geschichte und Herkunft

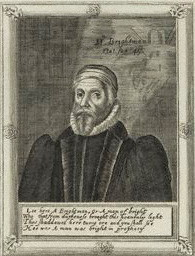
Der Puritaner Thomas Brightman

Ideengeschichtlich lässt sich der christliche Zionismus aus dem Puritanismus, Pietismus und Methodismus ableiten, die zu einem zunehmenden Engagement in der Judenmission führten. In England waren diese Strömungen stärker als in Deutschland, namentlich in einer Bewegung, die seit dem frühen 19. Jahrhundert als evangelical bezeichnet wird, was ursprünglich die englische Übersetzung des deutschen Wortes evangelisch war und woraus die deutsche Rückübersetzung evangelikal entstand.
Der schottische Puritaner Thomas Brightman (1562–1607) verfasste Shall They Return to Jerusalem Again? (1615) und gehörte zu den ersten Puritanern, die die Bekehrung der Juden nicht ans Ende der Welt verlegten, sondern darin den Auftakt zum tausendjährigen Friedensreiche sahen. Er wurde zum „Vater der Lehre der Wiederherstellung des jüdischen Volkes“, so begann der „Christliche Zionismus“. Dies war eines der frühesten Werke der Restorationisten.
Der eigentliche christliche Zionismus begann mit dem Entstehen des von Theodor Herzl vorangetriebenen politischen Zionismus und Herzls Bestreben, aus strategischen Gründen Nicht-Juden zur Unterstützung seiner Idee heranzuziehen: „Leider ist es so, daß die Angaben eines arischen Barons die upper Jews stärker beeinflussen, als was immer unsereiner sagen könnte.“ Als Geburtsjahr kann 1896 gelten, als der anglikanische Pfarrer William Hechler als Chaplain an der britischen Botschaft in Wien wirkte, Herzls Judenstaat las und sich daraufhin dem jüdischen Zionistenführer als Gehilfen anbot. Auch bei Hechler erkennt man, dass es pragmatische Gründe waren, warum sich der Zionismus auf seine christlichen Bewunderer einließ. So schrieb Herzl über den anglikanischen Botschaftsgeistlichen, dass er „ein feines Instrument für meinen Zweck“ sei.
In der ersten Hälfte des 20. Jahrhunderts war Großbritannien das Land mit dem größten Anteil an christlichen Zionisten, wurde dann aber in diesem Rang von den USA abgelöst. Heute fungieren die christlichen Zionisten unter den Evangelikalen in den USA als eine starke Lobby zugunsten des Staates Israel und nehmen als solche Einfluss auf die Außenpolitik Washingtons.
Der jüdische Zionismus fand um 1900 nicht nur Unterstützung unter den Evangelikalen, sondern auch unter Angehörigen eines eher liberalen Christentums, gerade in Deutschland und Österreich. So verstand sich der liberale Protestant Hermann Maas, der 1903 am 6. Zionistenkongress teilnahm, als (christlicher) Zionist. Auch der mit dem Sozialismus sympathisierende Theologe Friedrich-Wilhelm Marquardt, ein Pionier des christlich-jüdischen Dialogs, versuchte zeitlebens den politischen Zionismus auch im Rahmen einer christlichen Theologie zu bejahen. Für christlich-liberale oder linke Unterstützer des Zionismus und des Staates Israel wird heute allerdings nicht der Ausdruck „christlicher Zionismus“ verwendet. Heute gilt: Viele christliche Zionisten sind Evangelikale, aber bei weitem nicht alle Evangelikalen sind christliche Zionisten, vor allem in Mitteleuropa nicht.
Die recht kleine Bewegung des christlichen Zionismus unterschied sich seit ihrer Entstehung von den übrigen apokalyptischen Lehren pietistischer Couleur (z. B. im Rahmen der im 19. Jahrhundert aufkommenden Württembergischen Tempelgesellschaft oder der Gemeinschaftsbewegung) durch ihren klaren Philosemitismus, während die anderen Endzeitchristen mehr vom traditionellen christlichen Antijudaismus geprägt waren. Dies änderte sich erst in der Zeit nach der Staatsgründung Israels, mehr noch im Zuge des Sechstagekrieges 1967, als der christliche Zionismus mehr und mehr evangelikale Christen für sich gewinnen konnte. Die neue Attraktivität des christlichen Zionismus kann auf rationaler Basis damit erklärt werden, dass dessen religiöse Deutung verschiedene innerevangelikale, aber auch allgemein-politische Bedürfnisse befriedigte:
- Die Bibel wird in allen ihren Teilen wörtlich interpretiert. Die Beschäftigung mit der biblischen Prophetie gibt dem christlichen Zionisten das Gefühl, Einblicke in die göttlichen Geheimnisse zu erhalten und mehr zu wissen als die säkularen Zeitgenossen.
- Die israelische Staatsgründung als Erfüllung biblischer Verheißungen lässt angesichts der üblichen Glaubensskepsis die Bibel als wahr erscheinen, fungiert somit als eine Art Gottesbeweis.
- Der christliche Zionismus stellt einen evangelikalen Versuch der Vergangenheitsbewältigung dar, indem an die Stelle des bisherigen Antijudaismus eine projüdische und proisraelische Haltung tritt.
- Spätestens seit den 1970er Jahren ist der christlich-zionistische Endzeitglaube Teil der allgemeinen Untergangsängste in den westlichen Gesellschaften: Umweltkatastrophe, Dritter Weltkrieg usw.

## Lehre
Hechlers Theologie entspricht in ihren Grundzügen bis heute der Lehre der christlichen Zionisten: Die alttestamentliche Verheißung, dass die Juden am Ende der Zeiten nach Palästina zurückkehren würden (siehe etwa Hesekiel 11,17 ), erfülle sich gerade jetzt. Deshalb sei es die Pflicht der Christen, die Juden bei der Ansiedlung in Palästina zu unterstützen. Christlicher Zionismus und der starke Glaube an die Endzeit bilden in der Regel zwei Seiten einer Medaille. Die Gründung des Staates Israel 1948 wird hier als das bedeutendste Zeichen der Endzeit gesehen, als Hinweis darauf, dass Jesus Christus als der jüdische wie christliche Messias bald (wieder)komme, siehe Parusie.
Nach der christlich-zionistischen Endzeitlehre, die sich aus dem traditionellen Chiliasmus und dem Dispensationalismus des 19. Jahrhunderts entwickelt hat, wird es am Ende der Zeiten zur gewaltigen Völkerschlacht in Armageddon (= Megiddo) kommen. Die Nationen, die versucht haben, den Staat Israel auszulöschen, würden durch den nun auf dem Ölberg in Jerusalem wiederkommenden Jesus Christus zurückgeschlagen. Weil hier die Juden Jesus als ihren politischen Befreier erlebten, würden sie ihn kollektiv als ihren eigenen Messias anerkennen. Nun beginne das Tausendjährige Reich (= Millennium), in dem Jesus Christus als neuer jüdischer König über die Erde herrsche. Diese Sichtweise erklärt, warum christliche Zionisten die Nahostgeschehnisse beobachten und jede israelfeindliche Äußerung eines arabischen oder islamischen Präsidenten als Teil der ihrer Ansicht nach heraufziehenden apokalyptischen Endzeitgeschehnisse bewerten.
Die Geschichtstheologie des christlichen Zionismus beruht auf zahlreichen Bibelstellen des Alten und Neuen Testaments, die nach einer spezifischen Art und Weise miteinander kombiniert werden und nach gewissen Analogien mit aktuellen politischen Ereignissen in Verbindung gebracht werden.

### Beispiele christlich-zionistischer Bibelauslegung
- Jesaja 2,2 EU: Es wird zur letzten Zeit der Berg, da des HERRN Haus ist, fest stehen, höher als alle Berge und über alle Hügel erhaben, und alle Heiden werden herzulaufen … Diese Stelle besagt in den Augen der christlichen Zionisten zweierlei: Einerseits werde irgendwann der dritte Tempel errichtet sein, andererseits werde hier ausgedrückt, dass sich die Heiden(christen) aller Welt auf Jerusalem/Zion/Israel hin ausrichten werden, womit sich die christlichen Zionisten selber meinen.
- Hesekiel 37,12 EU: So spricht Gott der HERR: Siehe, ich will eure Gräber auftun und hole euch, mein Volk, aus euren Gräbern herauf und bringe euch ins Land Israels. Dies bedeute: Gerade nach der Shoa = „Gräber“ haben die Juden den Staat Israel gründen können.
- Matthäus 24,32 EU: An dem Feigenbaum lernt ein Gleichnis: wenn seine Zweige jetzt saftig werden und Blätter treiben, so wisst ihr, dass der Sommer nahe ist. Der Feigenbaum sei ein traditionelles Symbol für Israel. Der grünende Feigenbaum solle hier für die Gründung des Staates Israel 1948 stehen, der nahende Sommer verweise auf die Endzeit.
- Apostelgeschichte 1,6–7 EU: Die ... sprachen: Herr, stellst du in dieser Zeit für Israel das Reich wieder her? Er sprach aber zu ihnen: Es ist nicht eure Sache, Zeiten oder Zeitpunkte zu wissen, die der Vater in seiner eigenen Vollmacht festgesetzt hat. „Die Jünger bezogen sich auf diese Hoffnung der nationalen Wiederherstellung“.[6]

## Kritik
Dass der christliche Zionismus von seiner theologischen Basis und seinen politischen Äußerungen her vielfach im Gegensatz zur säkularen Moderne steht, hat zu stetig wachsender Kritik geführt, weniger in wissenschaftlicher Literatur als in den Medien (siehe einige der Weblinks). Hier ist die Kritik meist an tagespolitische Ereignisse geknüpft – in Verbindung mit dem israelisch-palästinensischen Konflikt oder der Außenpolitik der USA – und geht in der Regel nicht auf die ursprünglichen theologischen und politischen Intentionen des christlichen Zionismus ein. Einerseits werden zum Nahostkonflikt immer wieder Sensationsmeldungen veröffentlicht, andererseits wird in den Medien oft der Anschein erweckt, dass christlich-zionistisch und evangelikal deckungsgleich seien.

### Vorwurf der Judenmission

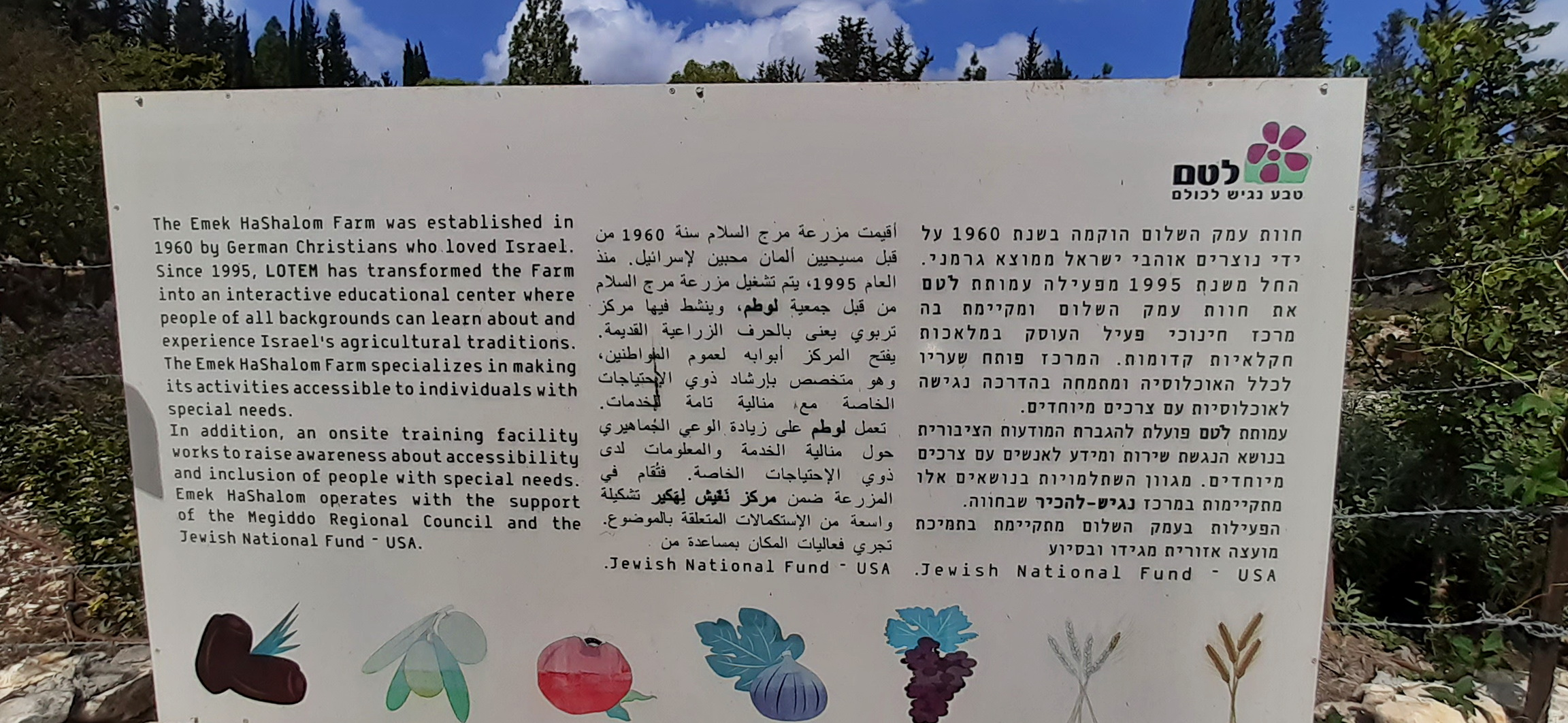
Beispiel der Würdigung der Arbeit christlicher Zionisten aus Deutschland nahe Jokne’am durch staatliche Institutionen in Israel

Der christliche Zionismus ist keine einheitliche Bewegung.  So gibt es Gruppierungen, die offen Juden zu missionieren versuchen, andere, die diese Versuche konsequent ablehnen. Eine Solidarität zu sogenannten messianischen Juden ist aber allen christlichen Zionisten eigen. Allgemein kann man sagen: Auch wenn die ersten christlichen Zionisten meist aus judenmissionarischen Tätigkeiten kamen, führte ihr freundschaftlicher Umgang mit zionistischen Juden vielfach zu einem faktischen (wenn auch nicht theoretischen) Verzicht auf Judenmission. Dabei ist es im Grunde bis heute geblieben. Der praktische Verzicht auf Judenmission galt um 1900 als „modernistischer“ Abfall vom rechten Glauben, als besonders offizielle lutherische Kreise gezielt Juden zu missionieren trachteten. Heute jedoch, nachdem die großen Kirchen judenmissionarische Tätigkeiten aufgegeben haben, wirkt die christlich-zionistische Lehre, wonach die Juden bei der Wiederkunft Christi diesen als ihren eigenen Messias annehmen würden (siehe etwa Matthäus 23,37-39  und Römer 11,25-27 ), als veraltet-konservativ.

### Vorwurf der einseitigen Unterstützung Israels
Auch hier ist der christliche Zionismus nicht einheitlich. Einige Gruppierungen beschränken sich auf politische Solidarität mit dem Staat Israel, ähnlich wie die Deutsch-Israelische Gesellschaft. Andere Kreise fordern allerdings aufgrund einer spezifischen Lesart des Alten Testaments, dass das heutige Israel die in der Bibel beschriebenen Landesgrenzen einzunehmen habe, woraus sich eine Groß-Israel-Theologie ergibt, in der kein Platz für einen souveränen Palästinenserstaat ist. Wer der letzteren Auffassung folgt, neigt zu einer radikalen Ausschließlichkeit, die keine politischen Kompromisse mehr kennt und auf Ausgleich setzende Friedenslösungen kategorisch ablehnt. An prominenter Stelle ist hier der Fernsehprediger Pat Robertson zu nennen, der Anfang 2006 die Krankheit von Ariel Scharon als Strafe Gottes dafür ansah, dass er den Gaza-Streifen räumen ließ. Der lutherische Pastor Mitri Raheb gibt an, dass christliche Zionisten arabische Christen nicht für echte Christen hielten und daher auch keine Beziehungen zu den Christen in Bethlehem pflegen würden. Auch würden sie Israel nicht aus Liebe zu den Juden unterstützen, sondern weil sie glauben, dass durch die Rückkehr der Juden dorthin Harmagedon ermöglicht werde. Raheb zufolge sei Gott für „Menschen wie John Hagee [...] ein Business“.

## Christlich-zionistische Gemeinschaften und Personen
In Deutschland, Schweiz und Österreich:
- Christadelphians
- Christen für Israel (CFI), Wetzlar, 1980 vom freikirchlichen Pastor Fritz May gegründet
- Christliche Freunde Israels (CFRI), Trostberg, der deutsche Arbeitszweig von Christian Friends of Israel, Jerusalem
- Ernste Bibelforscher, 1870 von Charles Taze Russell ins Leben gerufen
- Evangeliumsdienst für Israel e. V. (edi), Leinfelden-Echterdingen, im Dezember 1971 gegründet
- Evangelische Marienschwesternschaft Darmstadt, 1947 von Klara Schlink gegründet
- Feigenbaum e. V., Korntal-Münchingen, 1962 von Paul Taine (1903–1987) gegründet
- Freie Bibelforscher wie z. B. Freie Bibelgemeinde, in Deutschland 1931 von Wilhelm Trippler (1885–1955) gegründet
- Missionswerk Mitternachtsruf, Dübendorf in der Schweiz / Lottstetten in Deutschland, um 1960 von Wim Malgo (1922–1992) gegründet, seit 1969 mit dem Verein Beth Shalom auch in Haifa ansässig

In Israel:
- Kibbuz Bet El, 1963 in der Nähe von Haifa von württembergischen Christen gegründet, die zur Unterstützung Israels in ihren Fabriken Defensivtechnik produzieren, besonders zum Schutz gegen ABC-Waffen.
- Internationale Christliche Botschaft Jerusalem, 1980 gegründet, um Israels Anspruch auf ganz Jerusalem zu untermauern; unterhält auch einen deutschen Zweig in Stuttgart unter der Leitung von Jürgen Bühler (Stand: 2006)
- Ludwig Schneider und sein Autorenteam von Nachrichten aus Israel (NAI), einer deutschsprachigen Zeitschrift aus Jerusalem, 1978 ins Leben gerufen

In den USA:
- Christians United for Israel (CUFI), von John C. Hagee (* 1940), San Antonio (Texas), dem Pastor der 18.000-Mitglieder zählenden Cornerstone Church, gegründet
- Tim LaHaye und Jerry B. Jenkins, US-amerikanische Autoren der apokalyptischen Left Behind-Romanserie
- Pat Robertson, US-Fernsehprediger
- Mike Huckabee, republikanischer Politiker, US-Präsidentschaftskandidat 2008 und Botschafter der Vereinigten Staaten in Israel
- Mike Pompeo, republikanischer Außenminister unter Donald Trump[8]